# فارمر سيتي
فارمر سيتي (إلينوي) (بالإنجليزية: Farmer City, Illinois)‏ هي مدينة تقع في الولايات المتحدة في إلينوي. يقدر عدد سكانها بـ 2,037 نسمة .